# Convento de la Asunción (Almagro)

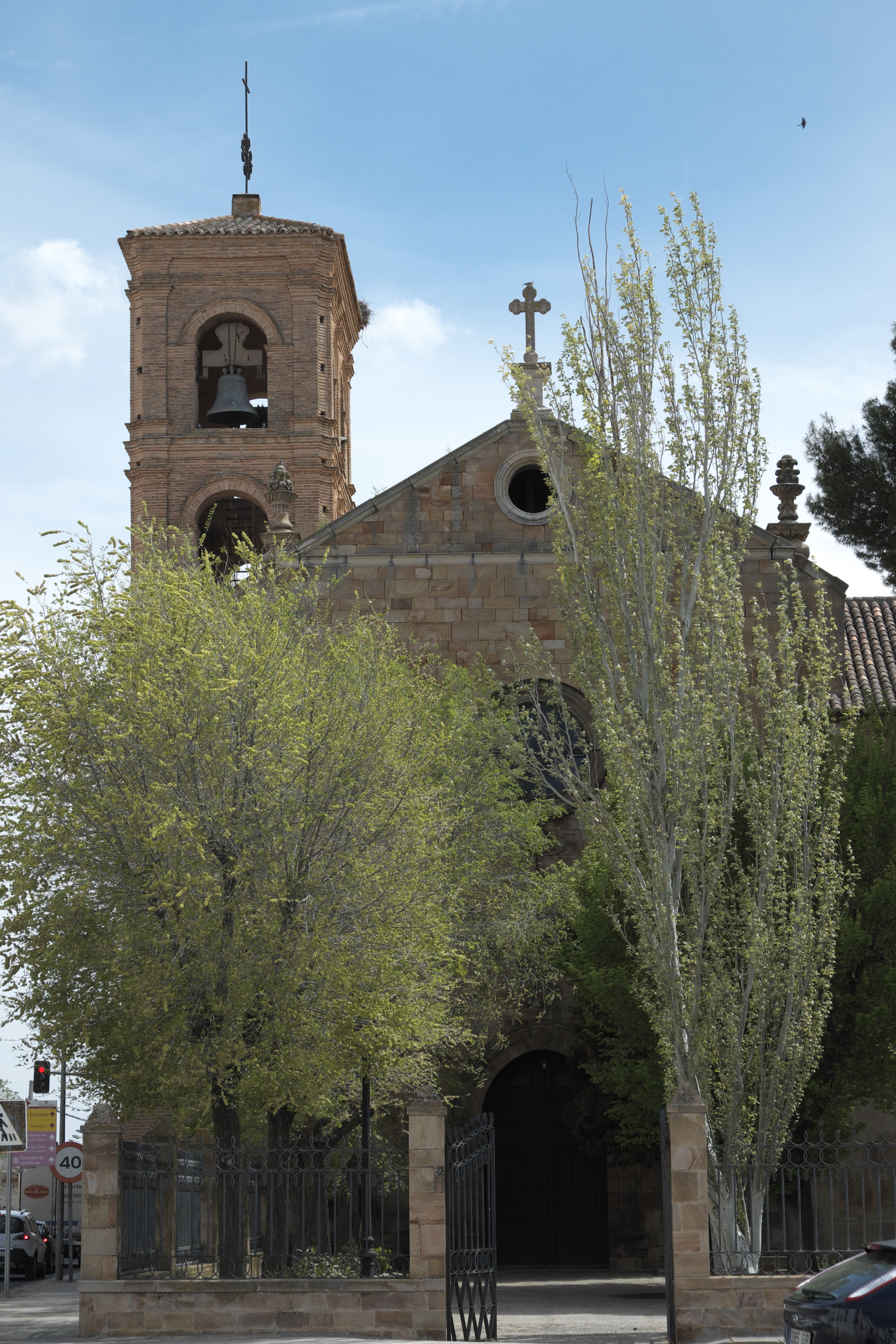
Kirche

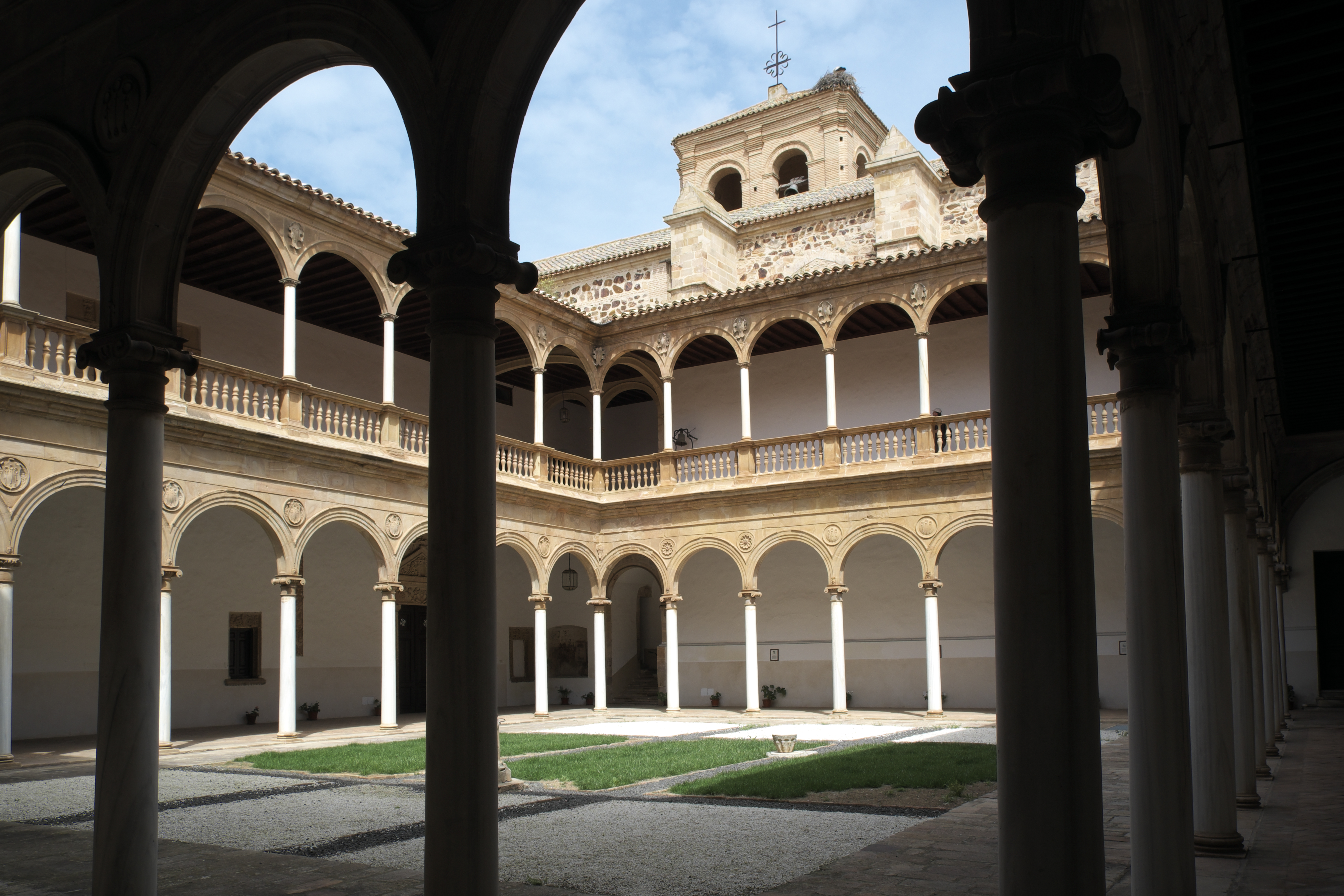
Kreuzgang

Das der Himmelfahrt Mariens geweihte  Kloster Convento de la Asunción in Almagro in der Provinz Ciudad Real der spanischen Autonomen Gemeinschaft Kastilien-La Mancha wurde im 16. Jahrhundert als Frauenkloster des Calatravaordens gegründet. Im Kloster ist ein zweistöckiger Kreuzgang aus der Renaissance erhalten. Die Kirche wurde im frühen 16. Jahrhundert im Stil der Flamboyant-Gotik erbaut. Im Jahr 1931 wurde das ehemalige Kloster zum Baudenkmal (Bien de Interés Cultural) (BIC) erklärt.

## Geschichte
Im Jahr 1504 stiftete der Komtur des Calatravaordens Gutierre de Padilla eine größere Geldsumme für den Bau eines Hospitals in Almagro. Allerdings beschloss im Jahr 1523 das Generalkapitel des Ordens in Burgos, das Geld für die Gründung eines Frauenklosters zu verwenden, da es die Versorgung der Kranken in Almagro als ausreichend ansah. Im Jahr 1544 wurde mit dem Bau des Klosters begonnen und es kamen die ersten vier Nonnen aus der Zisterzienserinnenabtei San Clemente in Toledo nach Almagro. Wegen Unstimmigkeiten mit den Oberen des Calatravaordens kehrten sie allerdings bald wieder in ihr Heimatkloster zurück. Es folgten Zisterzienserinnen aus dem Kloster Las Huelgas in Burgos, die bis 1815 in Almagro blieben. Von 1827 bis zur Aufhebung aller Orden im Jahr 1836 im Zuge der Desamortisation in Spanien lebten Calatravaordensbrüder im Kloster. Danach ging das Kloster in Staatsbesitz über und wurde als Kaserne genutzt. Im Jahr 1851 wurde es zum Monumento Histórico erklärt und vor dem Verfall bewahrt. Dennoch dienten die Gebäude fünfzig Jahre lang als Getreidelager und Weinkeller. 1903 richteten Dominikaner hier ein Kolleg ein und führten verschiedene Umbauten durch.

## Kirche

### Außenbau

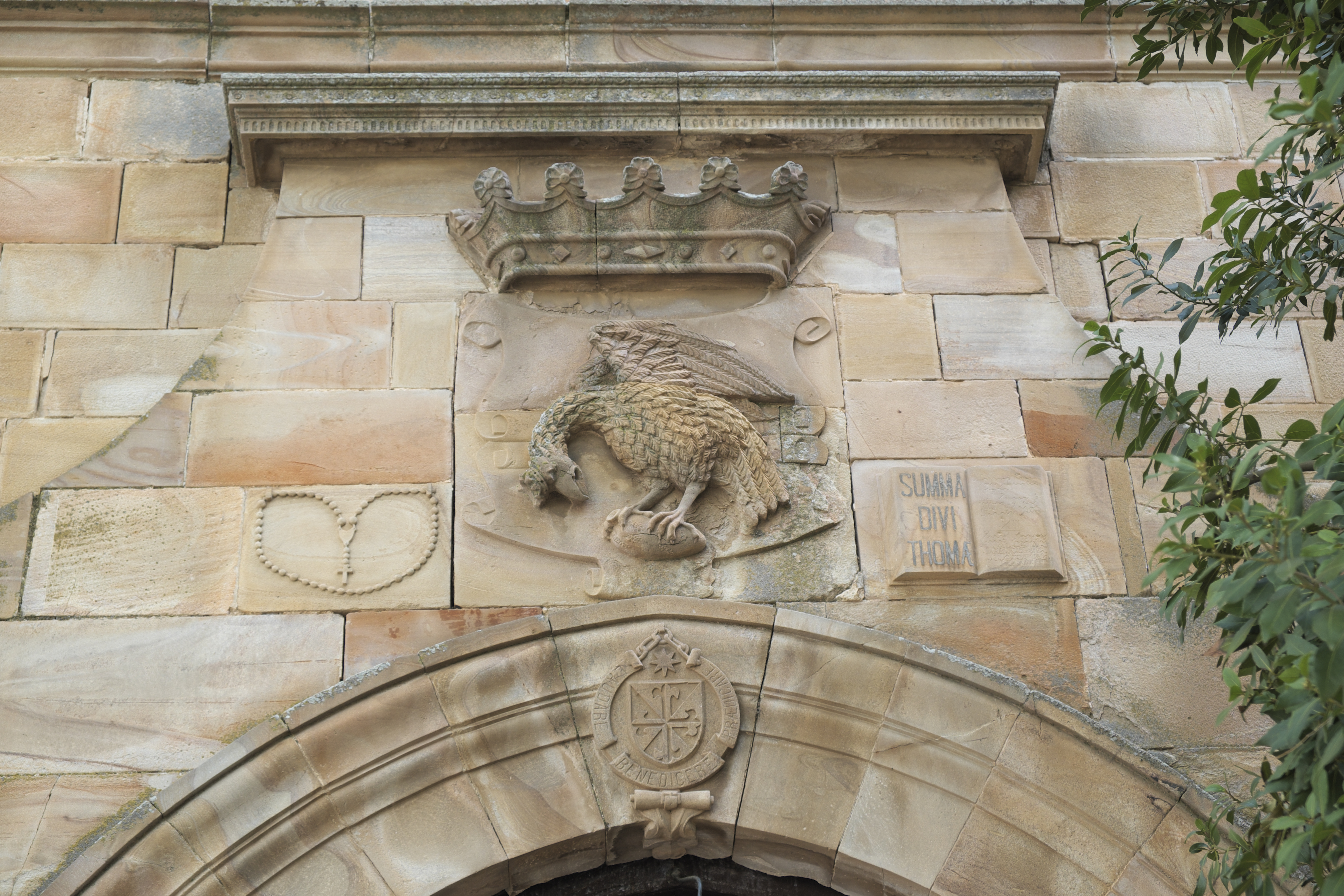
Reliefs über dem Westportal

Als erstes Gebäude der Klosteranlage wurde im frühen 16. Jahrhundert die Kirche im Stil der Flamboyant-Gotik errichtet. Ihre gotische Struktur ist bereits mit Elementen der Renaissance durchsetzt, wie die mit Köpfen skulptierten Konsolen und Kapitelle zeigen.
An der Nordseite erhebt sich der aus Ziegel errichtete Glockenturm. Über dem Westportal prangt das Wappen der Dominikaner, das Lilienkreuz, umgeben von der Devise des Ordens LAUDARE BENEDICERE PRAEDICARE (Gott loben, segnen, verkündigen). Darüber sieht man das Relief eines gekrönten Adlers. Links ist ein Rosenkranz dargestellt – nach der Legende soll Dominikus, der Gründer des Dominikanerordens, den Rosenkranz bei einer Marienerscheinung empfangen haben – und rechts ein aufgeschlagenes Buch, dessen Titel SUMMA DIVI THOMAE auf die Summa theologica von Thomas von Aquin verweist.

### Innenraum

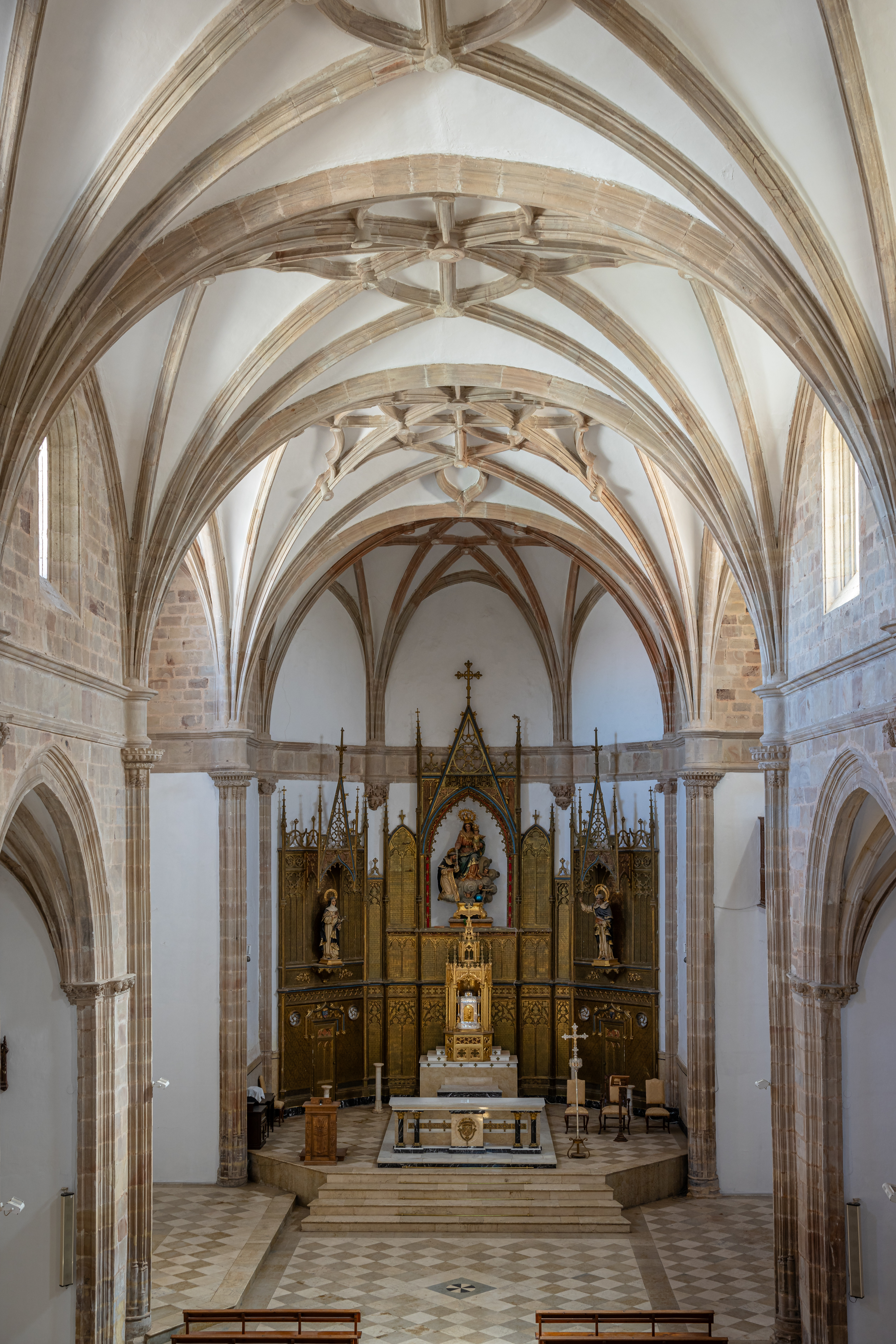
Innenraum

Das Langhaus ist einschiffig und in vier Joche gegliedert. Die vier Langhausjoche werden von Kreuzrippengewölben gedeckt und münden im Osten in eine polygonale Apsis. Zwischen den Strebepfeilern sind Seitenkapellen eingeschnitten.

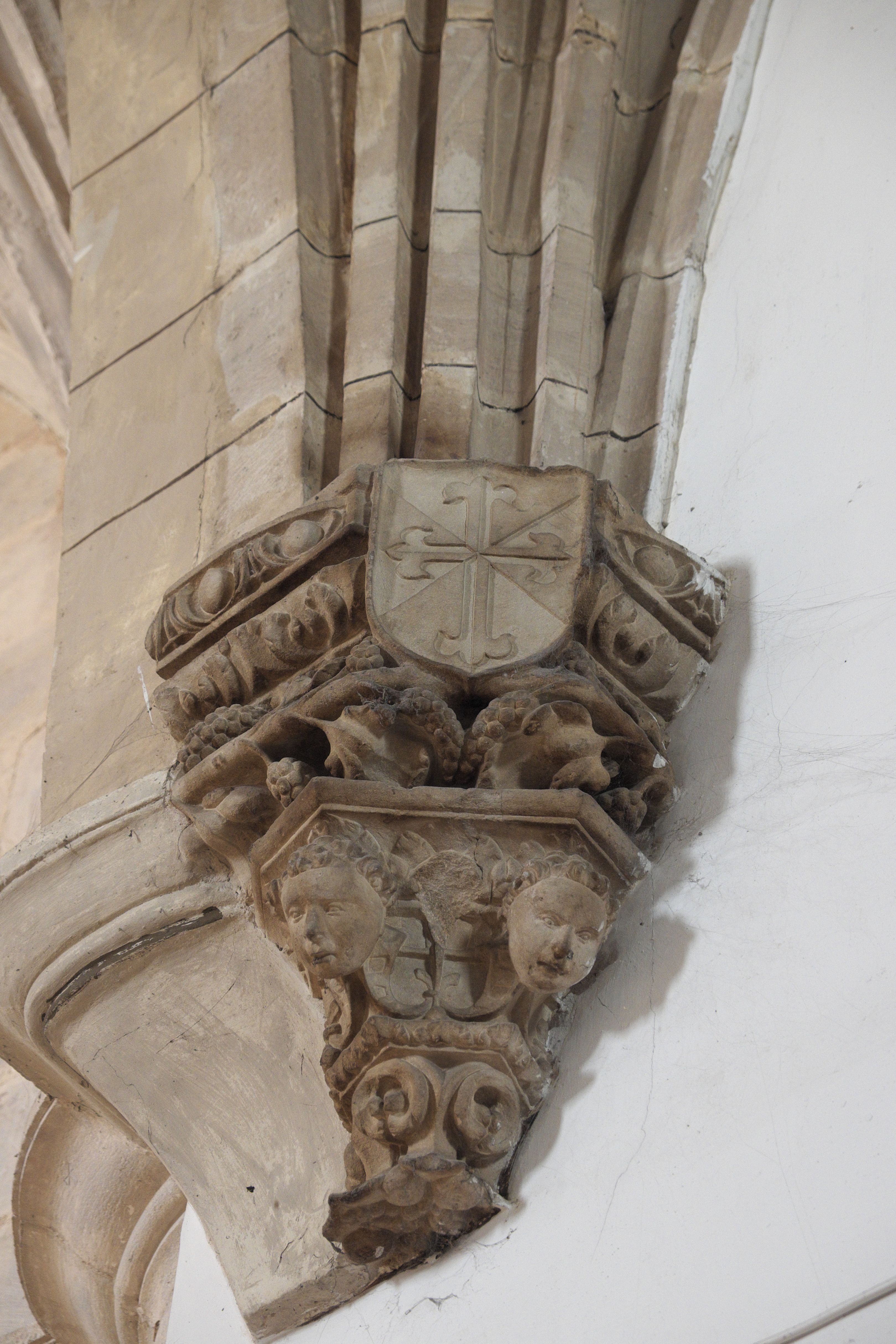
Konsole mit Dominikanerwappen
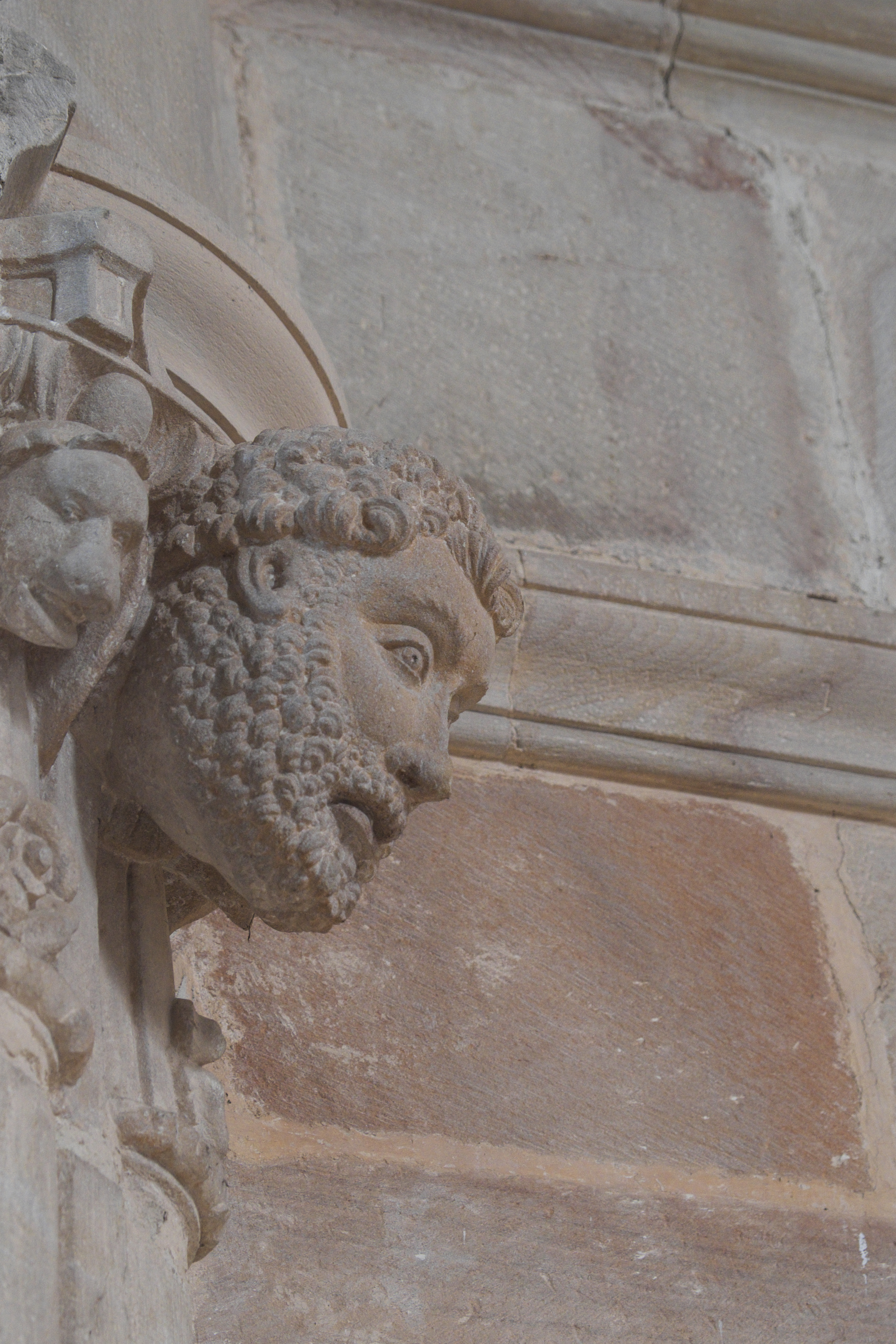
Konsole
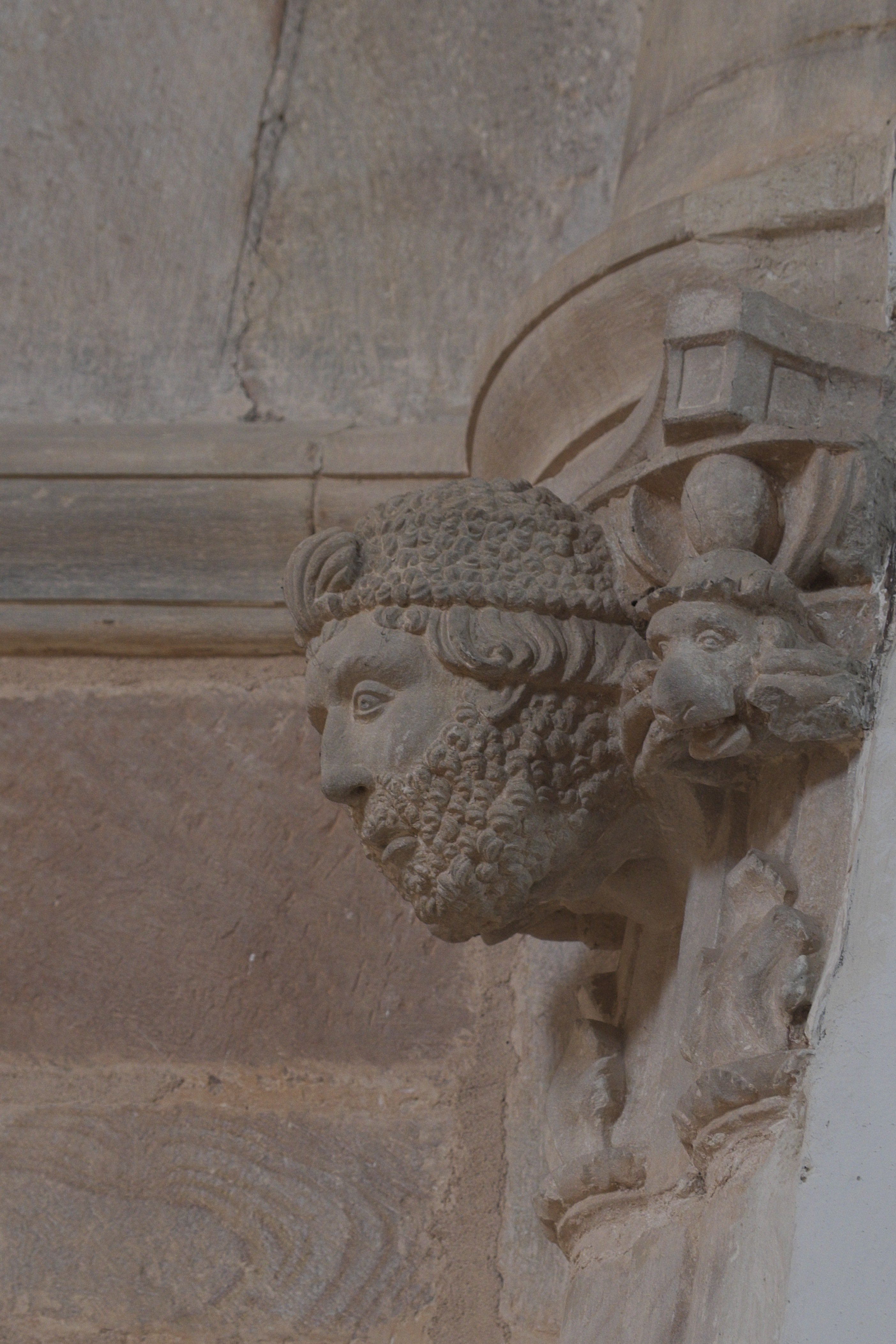
Konsole

## Kreuzgang

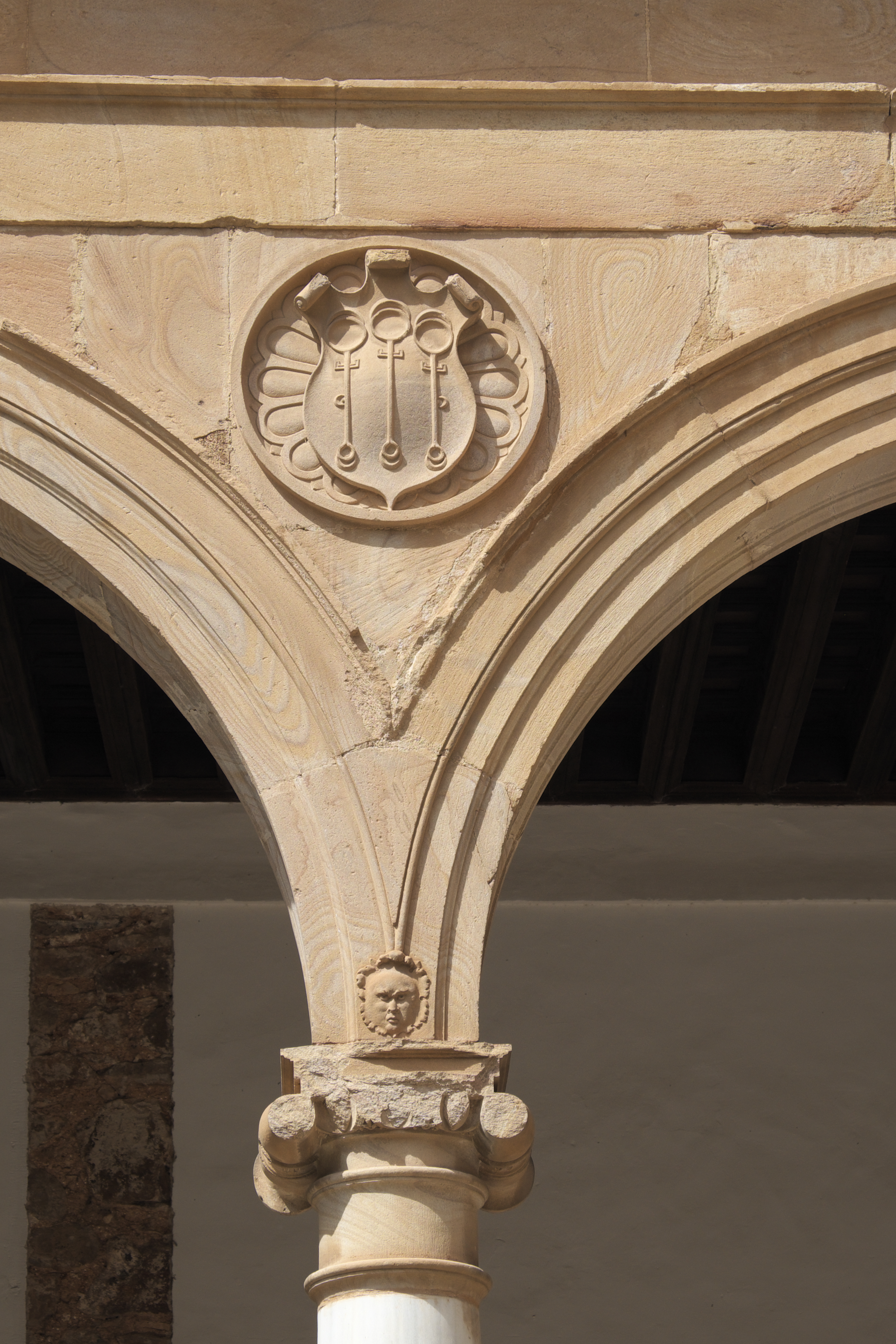
Wappen von Gutierre de Padilla

Der nahezu quadratische Kreuzgang wurde in der Mitte des 16. Jahrhunderts errichtet. Die in Sandstein ausgeführten Arkaden der beiden Stockwerke ruhen auf Säulen aus weißem Marmor. Die Säulen des Erdgeschosses sind mit ionischen Kapitellen verziert, die Säulen des Obergeschosses besitzen toskanische Kapitelle. Das obere Stockwerk wird von einer Sandsteinbalustrade umgeben. An den Arkadenzwickeln sind Kartuschen mit drei Brotschiebern angebracht, dem Wappen der Familie Padilla, zum Gedenken an Gutierre de Padilla, auf den die Gründung des Klosters zurückgeht. Im Erdgeschoss sieht man das Wappen im  Wechsel mit Rosetten.

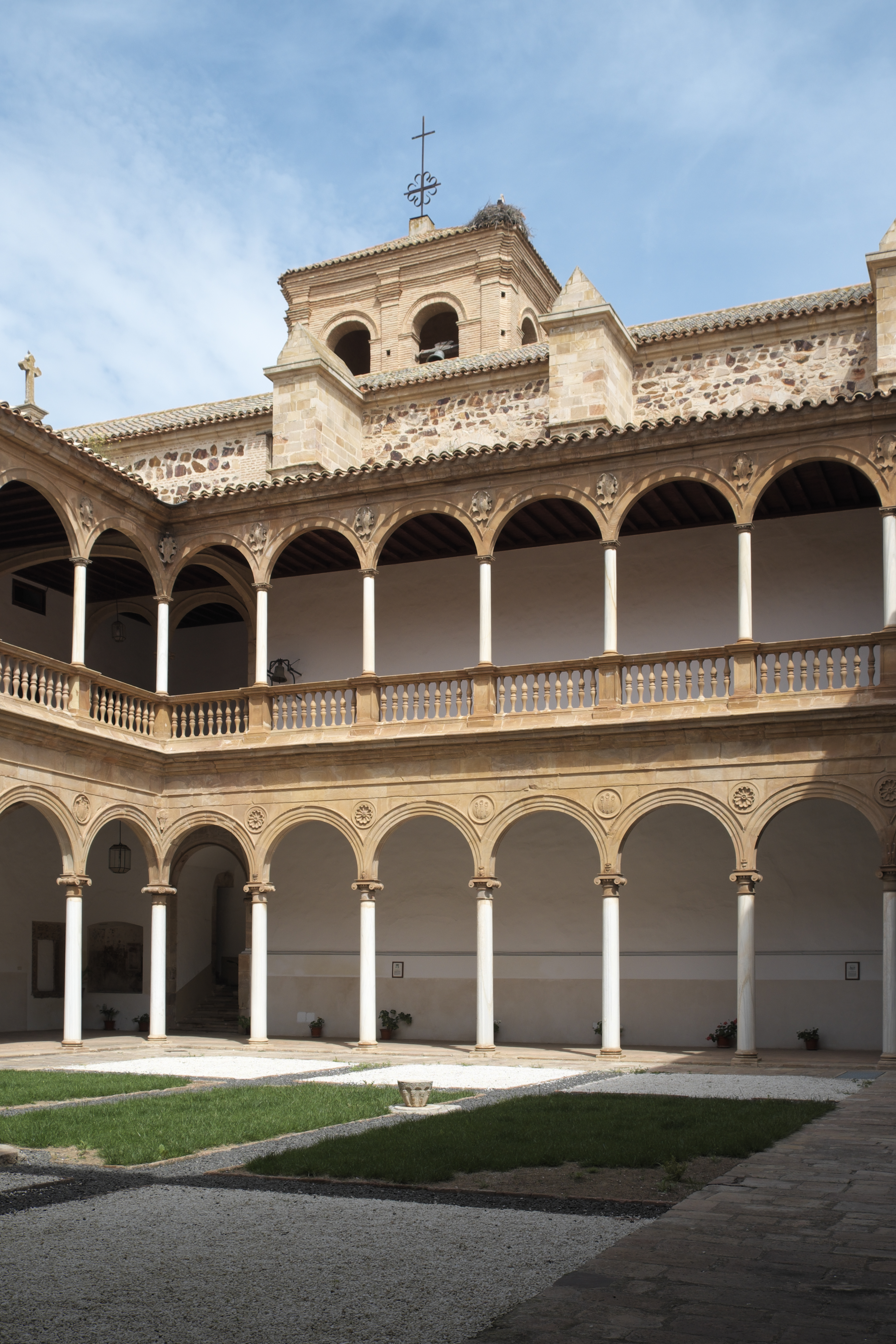
Kreuzgang
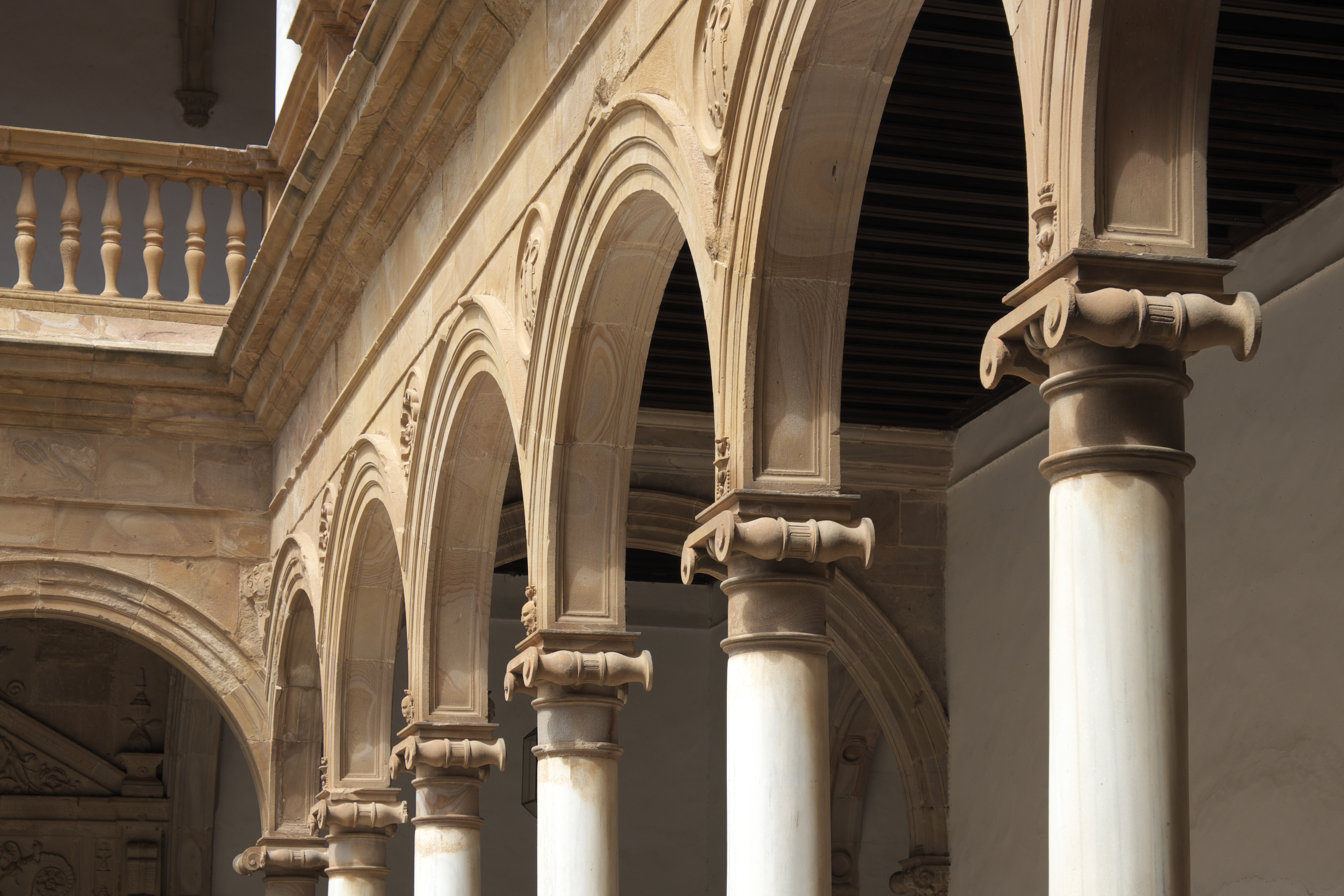
Ionische Kapitelle
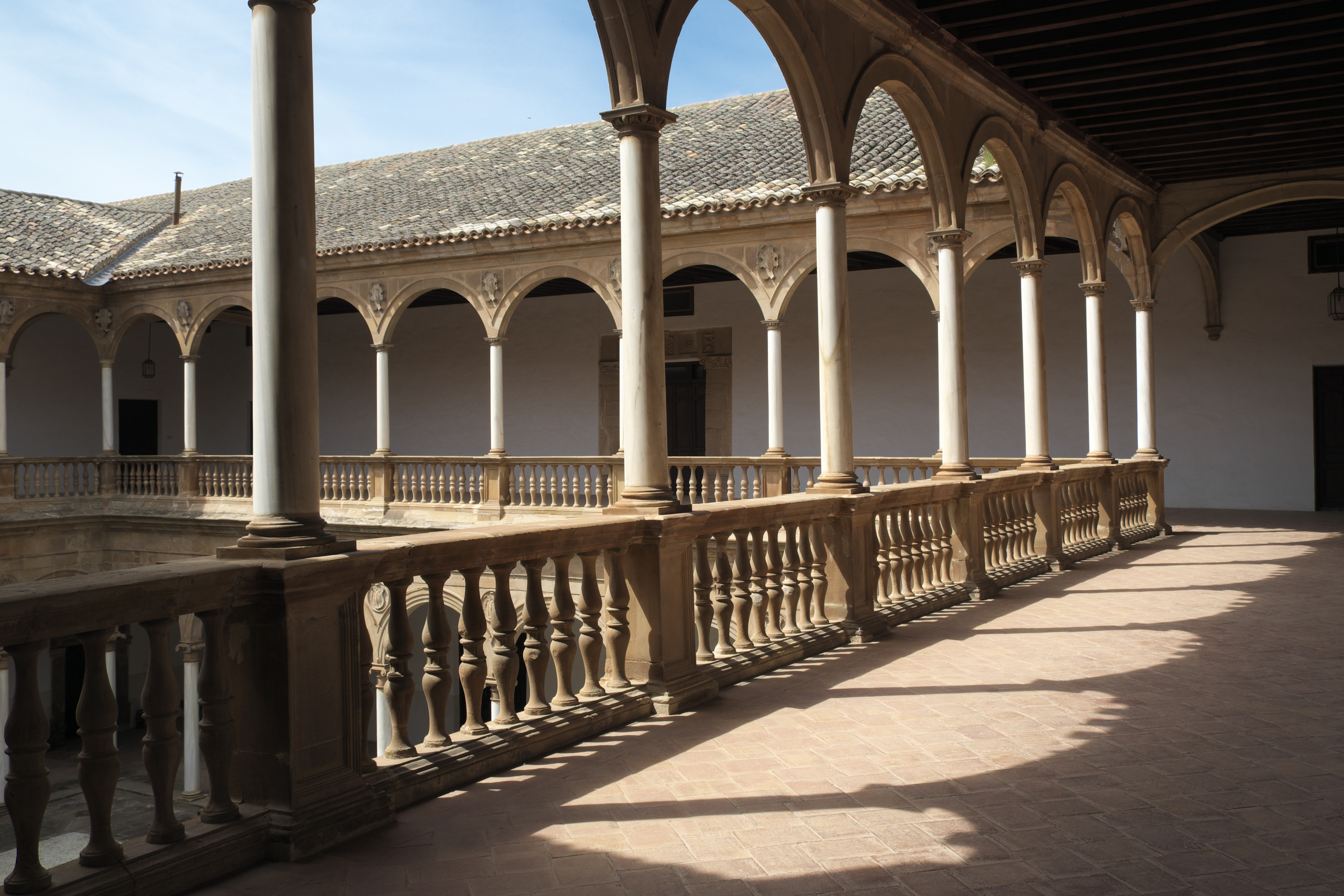
Obergeschoss

## Weitere Gebäude
Von den Galerien des Kreuzgangs öffnen sich mehrere Türen und Fenster mit plateresker Umrahmung in die anschließenden Räume. In einem Raum im Obergeschoss ist eine Artesonado-Decke erhalten.
Das Treppenhaus besitzt einen Aufgang im Stil der Flamboyant-Gotik.

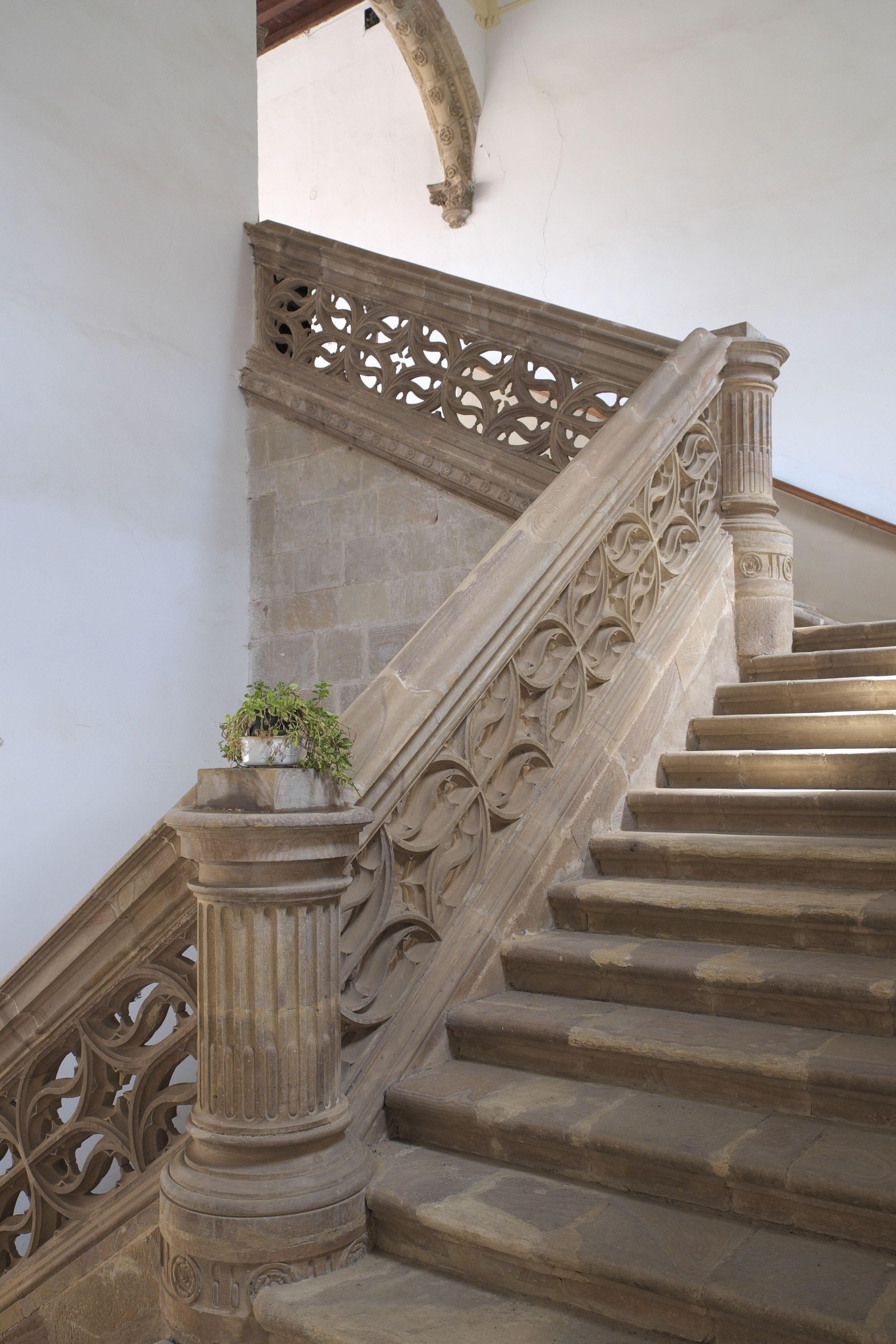
Treppenaufgang
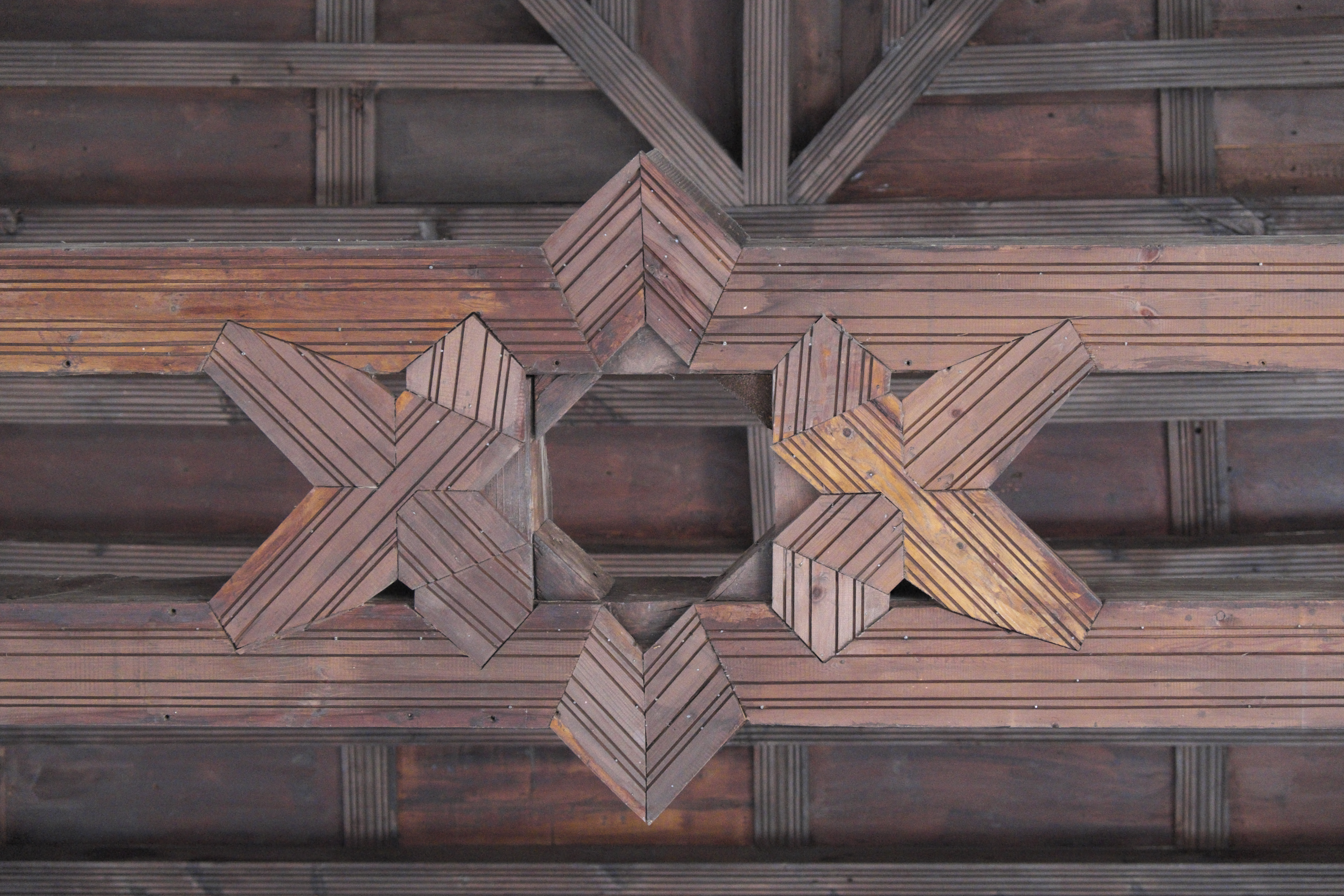
Artesonadodecke
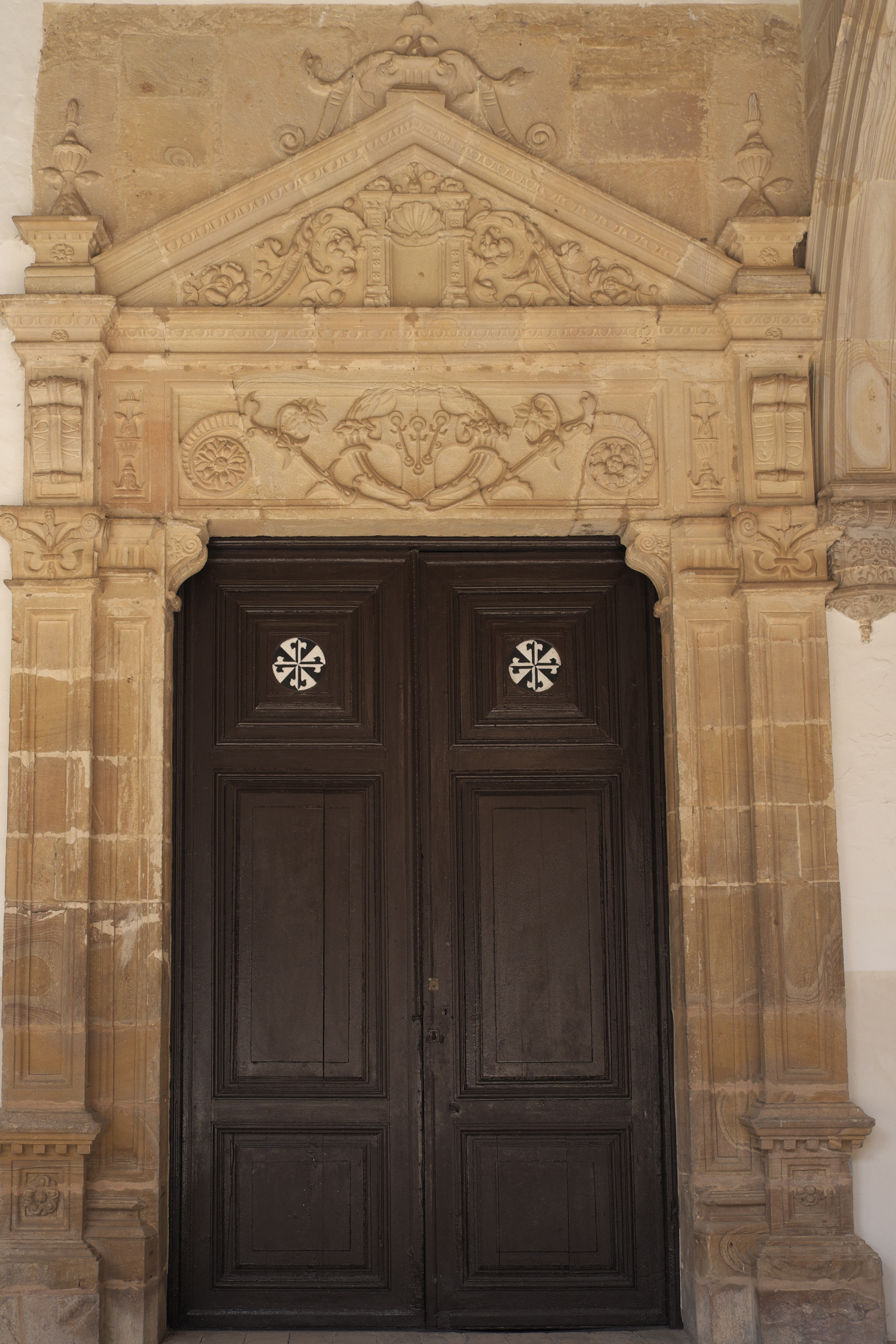
Tür mit Renaissancedekor und dem Wappen von Gutierre de Padilla